# Янцюань
Янцюа́нь (кит. упр. 阳泉, пиньинь Yángquán) — городской округ в провинции Шаньси КНР.

## История
Во время гражданской войны китайским коммунистам удалось уверенно обосноваться в горнодобывающих районах провинции Шаньси, и 4 мая 1947 года из уезда Пиндин был выделен город Янцюань, подчинённый Шаньси-Чахар-Хэбэйскому советскому району. В связи с успехами коммунистов и расширением подконтрольной им территории, летом 1948 года управляющие органы Шаньси-Чахар-Хэбэйского и Шаньси-Хэбэй-Хэнань-Шаньдунского советского районов были объединены (после взятия Шичзячжуана их территории соединились), а в сентябре 1948 года было создано Народное правительство Северного Китая, в прямое подчинение которому и перешёл Янцюань.
В 1949 году были образованы Специальный район Юйцы (榆次专区) провинции Шаньси, состоявший из 13 уездов, и Специальный район Фэньян (汾阳专区), состоявший из 9 уездов; город Янцюань, преобразованный в Промышленно-горнодобывающий район Янцюань (阳泉工矿区), перешёл в подчинение Специального района Юйцы. В 1951 году Специальный район Фэньян был расформирован, и 6 из его уездов были переданы в состав Специального района Юйцы; Промышленно-горнодобывающий район Янцюань был при этом преобразован в город Янцюань провинциального подчинения. В 1952 году Цинъюань и Сюйгоу были объединены в уезд Цинсюй; в том же году был расформирован Специальный район Синсянь (兴县专区), и 4 из числа входивших в его состав уездов также были переданы в состав Специального района Юйцы. В 1954 году Городской район уезда Юйцы был выделен в город Юйцы провинциального подчинения; уезды Лиши и Фаншань были объединены в уезд Лишань.
В 1958 году Специальный район Юйцы был переименован в Специальный район Цзиньчжун (晋中专区); при этом под его юрисдикцию перешли города Юйцы и Янцюань, а ряд уездов были объединены между собой либо присоединены к этим городам, в результате чего в составе Специального района Цзиньчжун стало 2 города и 7 уездов. В 1960 году часть уездов была восстановлена, и в составе Специального района Цзиньчжун стало 2 города и 15 уездов. В 1961 году Янцюань вновь стал городом провинциального подчинения, но было восстановлено ещё несколько уездов, в результате чего в составе Специального района Цзиньчжун стало 1 город и 19 уездов. В 1963 году город Юйцы был преобразован в уезд, в результате чего Специальный район Цзиньчжун стал состоять из 20 уездов.
В 1970 году Специальный район Цзиньчжун был переименован в Округ Цзиньчжун (晋中地区), а Янцюань был понижен в статусе до города окружного подчинения. В 1971 году был вновь образован город Юйцы, а 7 уездов было передано в состав Округа Люйлян (吕梁地区), в результате чего в составе округа стало 2 города и 13 уездов. В 1972 году Янцюань вновь стал городом провинциального подчинения.
В 1983 году был образован городской округ Янцюань, в состав которого вошли бывший город Янцюань (разделённый на три района) и два уезда из состава округа Цзиньчжун.

## Административно-территориальное деление
Городской округ Янцюань делится на 3 района, 2 уезда:
| Карта | Карта  | Карта    | Карта     | Карта         | Карта                  | Карта         | Карта                      |
| ----- | ------ | -------- | --------- | ------------- | ---------------------- | ------------- | -------------------------- |
|       |        |          |           |               |                        |               |                            |
| #     | Статус | Название | Иероглифы | Пиньинь       | Население (2010 прим.) | Площадь (км²) | Плотность населения (/км²) |
| 1     | Район  | Чэнцюй   | 城区      | Chéng qū      | 193 106                | 19            | 10 163                     |
| 2     | Район  | Куанцюй  | 矿区      | Kuàng qū      | 242 994                | 10            | 24 299                     |
| 3     | Район  | Цзяоцюй  | 郊区      | Jiāo qū       | 286 055                | 633           | 452                        |
| 4     | Уезд   | Пиндин   | 平定县    | Píngdìng xiàn | 335 265                | 1350          | 248                        |
| 5     | Уезд   | Юйсянь   | 盂县      | Yù xiàn       | 311 082                | 2439          | 128                        |

## Экономика
В Янцюане базируются угольная компания Huayang Group New Energy и производитель клапанов Yangquan Valve.